# Palhais (Trancoso)
Palhais é uma povoação portuguesa sede da Freguesia de Palhais do Município de Trancoso, freguesia com 4,23 km² de área e 154 habitantes (censo de 2021), tendo, por isso, uma densidade populacional de 36,4 hab./km².

## Demografia
A população registada nos censos foi:
| Distribuição da População por Grupos Etários | Distribuição da População por Grupos Etários | Distribuição da População por Grupos Etários | Distribuição da População por Grupos Etários | Distribuição da População por Grupos Etários |
| -------------------------------------------- | -------------------------------------------- | -------------------------------------------- | -------------------------------------------- | -------------------------------------------- |
| Ano                                          | 0-14 Anos                                    | 15-24 Anos                                   | 25-64 Anos                                   | > 65 Anos                                    |
| 2001                                         | 23                                           | 35                                           | 88                                           | 41                                           |
| 2011                                         | 28                                           | 15                                           | 115                                          | 38                                           |
| 2021                                         | 10                                           | 12                                           | 62                                           | 70                                           |